# Lupión (kommunhuvudort)
Lupión är en kommunhuvudort i Spanien.   Den ligger i provinsen Provincia de Jaén och regionen Andalusien, i den centrala delen av landet, 270 km söder om huvudstaden Madrid. Lupión ligger 503 meter över havet och antalet invånare är 1 008.
Terrängen runt Lupión är kuperad åt nordost, men åt sydväst är den platt. Runt Lupión är det ganska tätbefolkat, med 67 invånare per kvadratkilometer. Närmaste större samhälle är Linares de Mora, 13,4 km nordväst om Lupión. Trakten runt Lupión består till största delen av jordbruksmark.